# Pawnee megye (Kansas)
Pawnee megye az Amerikai Egyesült Államokban, azon belül Kansas államban található. Megyeszékhelye és legnagyobb városa Larned. Lakosainak száma 6253 fő (2020. április 1.). Pawnee megye Rush, Edwards, Barton, Stafford, Ness és Hodgeman megyékkel határos.

## Népesség
A megye népességének változása:
| Lakosok száma | 6988 | 7041 | 6930 | 6971 | 6838 | 6253 |
|               | 2010 | 2011 | 2012 | 2013 | 2015 | 2020 |